# رامي بدوي
رامي بدوي (مواليد 19 يناير 1990) هو لاعب كرة قدم تونسي يلعب حاليًا كمدافع لصالح النجم الساحلي.

## الألقاب
النجم الرياضي الساحلي
- البطل
  - كأس تونس: 2011–12، 2013–14
- الوصيف
  - الدوري التونسي الممتاز: 2010–11
  - كأس تونس: 2010–11

## روابط خارجية
- رامي بدوي على موقع الاتحاد الدولي (مؤرشف)  (الإنجليزية)
- رامي بدوي على موقع قاعدة بيانات كرة القدم.إي يو (الإنجليزية)
- رامي بدوي على موقع بيانات كرة القدم. دي إي (الألمانية)
- رامي بدوي على موقع ناشيونال فوتبول تيمز (الإنجليزية)
- رامي بدوي على موقع Soccerway.com (الإنجليزية)
- رامي بدوي على موقع عالم كرة القدم.نت (الإنجليزية)
- رامي بدوي على موقع كووورة